# Ledvice
Ledvice (in tedesco Ladowitz) è una città della Repubblica Ceca facente parte del distretto di Teplice, nella regione di Ústí nad Labem.